# 22639 Нікентоні
22639 Нікентоні (22639 Nickanthony) — астероїд головного поясу, відкритий 24 червня 1998 року.
Тіссеранів параметр щодо Юпітера — 3,632.